# عبد الرحمن عمر عثمان
عبد الرحمن عمر عثمان المعروف أيضًا باسم عبد الرحمن ياريسو والمهندس ياريسو (توفي في 1 أغسطس 2019) كان سياسي صومالي. وكان حاكم بنادير ورئيس بلدية مقديشو. كان أيضًا وزير التجارة والصناعة السابق في الصومال بعد أن تم تعيينه في هذا المنصب في 12 يناير 2015 من قبل رئيس الوزراء السابق عمر شارماركي.

## البدايات
ولد عثمان في الصومال. في عام 1991 فر من الحرب الأهلية كلاجيء إلى لندن. في لندن حصل على درجة الماجستير وشغل منصب مستشار حزب العمال. في عام 2008 عاد إلى الصومال للمساعدة في إعادة بناء البلاد بعد الحرب.

## عمدة مقديشو
المهندس الراحل ياريسو كان عمدة مقديشو. بدأ فترة ولايته في منصبه بعد إقالة رئيس البلدية ثابت عبدي محمد من قبل الرئيس محمد عبد الله محمد في 21 يناير 2018. وتوفي في 1 أغسطس 2019.

## وزير التجارة والصناعة
بصفته وزير التجارة والصناعة عمل عبد الرحمن عبدي عثمان لمدة أسبوعين بدءًا من 12 يناير 2015 إلى 27 يناير 2015. ومع ذلك قام رئيس الوزراء شارماركي بحل حكومته التي تم تعيينها حديثًا بسبب معارضة شديدة من جانب المشرعين الذين رفضوا إعادة تعيين بعض الوزراء السابقين. في 27 يناير 2015 عين شارماركي مجلس وزراء جديدًا أصغر حجمًا يضم 20 وزيراً وتم استبدال عبد الرحمن عبدي عثمان بحسن أحمد مودي. في 6 فبراير أنهى شارماركي حكومته التي تضم 26 وزيرا و 14 وزيرا للدولة و 26 نائبا وزيرا وأعيد عبد الرحمن عبدي عثمان إلى منصبه السابق. وقد خلفه الآن خضرة أحمد دابل.

## الوفاة
في 24 يوليو 2019 فجر مهاجم انتحاري نفسه داخل مكتب عثمان مما أسفر عن مقتل ستة مسؤولين حكوميين وإصابة تسعة من موظفي عثمان. كان عثمان وجيمس سوان المبعوث الخاص الجديد للأمم المتحدة إلى الصومال هما الهدفان الرئيسيان للمهاجم لكن سوان قابل العمدة في وقت سابق ثم رحل قبل وقوع الانفجار. توفي عثمان متأثراً بجراحه بعد أسبوع في 1 أغسطس 2019 في الدوحة عاصمة قطر.